# Buena suerte, Leo Grande
Buena suerte, Leo Grande, (título original en inglés: Good Luck to You, Leo Grande) es una película británica de comedia dramática sexual de 2022, dirigida por Sophie Hyde y escrita por Katy Brand. La película está protagonizada por Emma Thompson y Daryl McCormack.
La película tuvo su estreno mundial en el Festival de Cine de Sundance el 22 de enero de 2022. Se estrenó el 17 de junio de 2022 en cines del Reino Unido por Lionsgate y digitalmente en los Estados Unidos por Searchlight Pictures.

## Sinopsis
Nancy Stokes es una viuda que recibe a un joven trabajador sexual llamado Leo Grande. Nancy, ansiosa, explica que nunca ha tenido un orgasmo y se ha comprometido a nunca más fingir uno después de la muerte de su esposo, hace dos años. Ella está insegura de su cuerpo y edad y, avergonzada de haber contratado a Leo, él trata de tranquilizarla. 
Entre ambos surge una gran conversación que hará que los dos cambien de perspectivas.

## Reparto
- Emma Thompson como Nancy Stokes / Susan Robinson
- Daryl McCormack como Leo Grande / Connor
- Isabella Laughland como Becky
- Charlotte Ware como la camarera 1
- Carina Lopes como la camarera 2

## Producción

### Desarrollo y casting
En octubre de 2020, se anunció que Emma Thompson protagonizaría una película dirigida por Sophie Hyde a partir de un guion de Katy Brand. La película es un proyecto conjunto entre Genesius Pictures y Cornerstone Films, con Debbie Gray y Adrian Politowski como productores.
Daryl McCormack se unió al elenco en febrero de 2021.
Hyde dijo que disfrutó trabajar con Thompson, que las dos trabajaron en colaboración, y que la película resultante fue una creación conjunta de ambas. «Discutimos mucho, escuchamos las historias e ideas de los demás sobre el material».

### Rodaje
El rodaje comenzó el 8 de marzo de 2021 y concluyó el 20 de abril de 2021. Los lugares de rodaje incluyeron Londres y Norwich.
Según Emma Thompson, la escena de su desnudo frente al espejo en esta película fue «probablemente lo más difícil que he tenido que hacer en toda mi carrera».
McCormack y Thompson no necesitaron un coordinador de intimidad para orquestar las escenas en las que tuvieron intimidad sexual.

## Premios y nominaciones
| Premio                                              | Fecha de la ceremonia   | Categoría                                              | Nominados                                               | Resultado | Ref.   |
| --------------------------------------------------- | ----------------------- | ------------------------------------------------------ | ------------------------------------------------------- | --------- | ------ |
| Hollywood Critics Association Midseason Film Awards | 1 de julio de 2022      | Mejor actriz                                           | Emma Thompson                                           | Nominada  | [ 8 ]  |
| British Independent Film Awards                     | 4 de diciembre de 2022  | Mejor película independiente británica                 | Sophie Hyde, Katy Brand, Debbie Gray, Adrian Politowski | Nominados | [ 9 ]  |
| British Independent Film Awards                     | 4 de diciembre de 2022  | Mejor director                                         | Sophie Hyde                                             | Nominada  | [ 9 ]  |
| British Independent Film Awards                     | 4 de diciembre de 2022  | Mejor actuación conjunta protagónica                   | Daryl McCormack y Emma Thompson                         | Nominados | [ 9 ]  |
| British Independent Film Awards                     | 4 de diciembre de 2022  | Mejor guion                                            | Katy Brand                                              | Nominada  | [ 9 ]  |
| Asociación de Críticos de Cine St. Louis Gateway    | 18 de diciembre de 2022 | Mejor actriz                                           | Emma Thompson                                           | Nominada  | [ 10 ] |
| Premios Globo de Oro                                | 10 de enero de 2023     | Mejor actriz - Comedia o musical                       | Emma Thompson                                           | Nominada  | [ 11 ] |
| London Film Critics' Circle                         | 5 de febrero de 2023    | Mejor actor británico/irlandés (por cuerpo de trabajo) | Emma Thompson                                           | Pendiente | [ 12 ] |
| London Film Critics' Circle                         | 5 de febrero de 2023    | Mejor cineasta británico/irlandés revelación           | Katy Brand                                              | Pendiente | [ 12 ] |
| Premios Black Reel                                  | 6 de febrero de 2023    | Mejor actor revelación                                 | Daryl McCormack                                         | Pendiente | [ 13 ] |
| Premios Satellite                                   | 11 de febrero de 2023   | Mejor actriz dramática                                 | Emma Thompson                                           | Pendiente | [ 14 ] |
| Alianza de Mujeres Periodistas de Cine              | TBD                     | Mejor actriz                                           | Emma Thompson                                           | Pendiente | [ 15 ] |
| Alianza de Mujeres Periodistas de Cine              | TBD                     | Actuación más atrevida                                 | Emma Thompson                                           | Pendiente | [ 15 ] |